# Smolnik (Góry Izerskie)
Smolnik (niem. Untern Nebelberg, 624 m n.p.m.) – wzniesienie w południowo-zachodniej Polsce, w Sudetach Zachodnich, w Górach Izerskich.
Wzniesienie we wschodniej części Grzbietu Kamienickiego Gór Izerskich. Wyrasta z bocznego ramienia, które odchodzi ku północy od Kopania.
Masyw zbudowany ze skał metamorficznych – gnejsów i granitognejsów, należących do bloku karkonosko-izerskiego, a ściślej jego północno-zachodniej części - metamorfiku izerskiego.
Na północnych zboczach rozciągają się zabudowania Chromca.